# Godesberger FV 08
Godesberger FV 08 is een Duitse voetbalclub uit Bad Godesberg, sinds 1969 een stadsdeel van Bonn, Noordrijn-Westfalen.

## Geschiedenis
De club werd opgericht in 1908 en sloot zich aan bij de West-Duitse voetbalbond. In 1926 promoveerde de club naar de hoogste klasse van de Rijncompetitie. De club eindigde drie seizoenen in de middenmoot, maar doordat de competitie naar één reeks gebracht werd in 1929 degradeerde de club ondanks een negende plaats op dertien clubs. Hierna slaagde de club er niet meer in te promoveren.
Na de Tweede Wereldoorlog was de club nog een aantal jaren actief in de hogere amateurklassen maar is inmiddels weggezakt naar de lagere reeksen.